# Singapurische Beachhandball-Nationalmannschaft der Frauen
Die singapurische Beachhandball-Nationalmannschaft der Frauen repräsentiert die Handball Federation Singapore als Auswahlmannschaft auf internationaler Ebene bei Länderspielen im Beachhandball gegen Mannschaften anderer nationaler Verbände.
Eine Nationalmannschaft der Juniorinnen als Unterbau wurde bislang nicht aufgestellt. Das männliche Pendant ist die Singapurische Beachhandball-Nationalmannschaft der Männer.

## Geschichte
Singapur ist neben Thailand, Vietnam, Philippinen und Indonesien eine von bislang nur fünf Nationen der Region Südostasien, die eine Nationalmannschaft für Frauen im Beachhandball aufgestellt hat. Lange Zeit wurde die Mannschaft nur einmal, zu den Beachhandball-Weltmeisterschaften 2012 in Maskat, Oman aufgestellt, wo das Team den 12. und damit letzten Platz belegt hatte.
Es dauerte zehn Jahre, bis eine singapurische Frauen-Nationalmannschaft im Beachhandball im Rahmen der Südostasien-Meisterschaften 2022 erneut international antrat.

## Teilnahmen
| World Games - 2001: nicht eingeladen - 2005: nicht eingeladen - 2009: nicht eingeladen - 2013: nicht qualifiziert - 2017: nicht qualifiziert - 2022: nicht qualifiziert World Beach Games - 2019: nicht qualifiziert - 2023: nicht qualifiziert | Weltmeisterschaften - 2001: keine Teilnahme - 2004: nicht qualifiziert - 2006: nicht qualifiziert - 2008: nicht qualifiziert - 2010: nicht qualifiziert - 2012: 12. - 2014: nicht qualifiziert - 2016: nicht qualifiziert - 2018: nicht qualifiziert - 2020: nicht qualifiziert - 2022: nicht qualifiziert | Asienmeisterschaften - 2004: keine Teilnahme - 2013: keine Teilnahme - 2015: keine Teilnahme - 2017: keine Teilnahme - 2019: keine Teilnahme - 2022: keine Teilnahme - 2023: keine Teilnahme Südostasien-Meisterschaften - 2017: keine Teilnahme - 2020: ausgefallen - 2022: | Asian Beach Games - 2008: keine Teilnahme - 2010: keine Teilnahme - 2012: keine Teilnahme - 2014: keine Teilnahme - 2016: keine Teilnahme - 2023: |

- WM 2012: Nur Afidah Binte Salim • Su Zhen Annette Chew • Gek Lan Chia • Esther Chia Min Chong • Ka Yan Chung • Sheryl Er Ze Xin • Yun Ting Gan • Clarissa Lim Xiu Ying • Yvonne Loh Yi Jie[2]

- SOAM 2022: Toh Shao Xuan • Jeslene Chia • Ng Su Xian • Jasmine Goh • Toylene Teo • Ong Shu • Chiok Pei Wen • Michelle Leow • Ho Min Pei • Celest Koh • Joy Cheo • Tong En[3]

## Trainer
| Cheftrainer - 2012: Shariffa Amalsharaff Binte Syed Othman Aledroos | Co-Trainer - 2012: – |